# Runaway (film, 2010)
A Runaway egy 2010-es amerikai zenei rövidfilm, amelyet Kanye West rendezett. West My Beautiful Dark Twisted Fantasy albumáról szerepelnek dalok és azok videóklipjeként funkcionálnak. Olyan zenés filmek inspirálták, mint Prince Bíboresője, a Pink Floyd: A fal filmje, illetve Michael Jackson Thrillerje, illetve festők, mint Pablo Picasso és Henri Matisse. Federico Fellini és Stanley Kubrick filmrendezők, illetve Karl Lagerfeld divattervező is közvetlen inspirációk voltak. A filmben egy romantikus kapcsolatot követünk Griffin (Kanye West) és egy félig nő, félig főnix lény (Selita Ebanks) között. A film zenéjét West szerezte, a My Beautiful Dark Twisted Fantasy (2010) albumán.

## Szinopszis
A film elején Griffin (West) látható, amint rohan egy úton egy erdőn keresztül, ahogy Wolfgang Amadeus Mozart Lacrimosa műve játszódik a háttérben. Ezt követően Nicki Minaj hallható, ahogy angol akcentussal narrálja a filmet. Ezt követően ismét Griffin látható, ahogy vezet az erdőn keresztül, MTX Tatra V8 autójában, ahogy a háttérben a Dark Fantasy hallható. Egy főnix (Ebanks) jelenik meg ezt követően, amelynek teste félig emberi, félig pedig madár, becsapódva a Földbe, mint egy meteor, amelyet követően Griffin is egy balesetbe kerül autójával. Ez a jelenet a GQ magazin szerint West való életében történt autóbalesetére utal, amelyben összetörte állkapcsát és, amely inspirálta a Through the Wire dalát és lényegében zenei karrierjét. Miközben az autó felrobban a háttérben, Griffin a karjaiban cipeli a főnixet otthonába. Ahogy a Gorgeous hallható, a főnix először kapcsolatba lép az emberi világgal, főként egy televízióval (amelyen angolul és csehül hallható egy híradó adása, amelyben a főnix Földre érkezéséről beszélnek), és egy porcelán pohárral. Miután táncol a Power egy remixére, amelyet Griffin játszik egy MPC2000XL-en, a férfi elviszi a főnixet, hogy megnézzenek különböző látványosságokat, mint egy karnevál, amelyen Michael Jackson is megjelenik, mint egy papírmasé mellszobor, és egy tűzijáték a sivatagban. Ez alatt a jelenet alatt az All of the Lights hallható. Griffin ekkor szerelmes lesz a főnixbe és elmennek egy elegáns vacsorára, amely alatt a Devil in a New Dress játszódik. Az undorodó vendégek egymással osztják meg negatív megjegyzéseiket a lényről. Griffin és a főnix kivételével mindenki fehérbe van öltözve. Az egyik vendég megkérdezi Griffint, hogy "A barátnőd nagyon szép... Tudod, hogy egy madár?" A bibliai képek megjelenése szinte templomi benyomást ad a vacsorának. Az első fogás kenyér és egy rózsaszín ital boros pohárban, amelyek az eucharisztiára utalnak.
A vendégek gonoszságától ingerült Griffin a Runaway előadásával válaszol, amely alatt fekete tütüt viselő balerinák táncolnak, amelyet egy lassított felvételben látható jelenet követ, amelyben a táncosok egyenként adják elő részeiket, a dal autotune-ozott folytatására. A vacsorázók köszöntik a dal szövegét, poharat emelve a "seggfejekre" (ahogy a dalszövegben – angolul: Let's have a toast for the douchebags) és megtapsolják Griffint. A vacsora a főnix sikolyával ér véget, mikor az észreveszi, hogy a fő fogás egy pulyka, elkergetve a vendégeket az asztaltól. Ezen jelent alatt a Hell of a Life játszódik. A DVD verzióban a Monster hallható. Ezt követően a főnix látható, ahogy Griffin kertjében ül, ahogy egy fekete felhő lebeg felette, a Blame Game dal aláfestésével. A pár látható, ahogy a csillagok alatt ülnek (Jackson A holdjárójához hasonlóan) és szobrok elkészítéséről beszélgetnek. A főnix véleménye szerint a szobrok főnixek, akiket a társadalom kővé változtatott. Beszél a világ elnyomó természetéről, azt mondva, hogy "Tudod mit utálok a legjobban a világodban? Bármi, ami más, megpróbáljátok megváltoztatni." Ez után elmondja Griffinnek, hogy tűzzé kell változnia, hogy elkerülje ezt a sorsát és visszakerüljön saját világába. Griffin ezt nem tudja elfogadni és szeretkeznek, miközben a Lost in the World hallható. Másnap Griffin apartmanjának tetején ébred fel és nem találja sehol a főnixet. Később látjuk, ahogy a lény repül, hogy sorsát beteljesítse, amely egy arany mellvért formájában megtörténik. A film végén Griffin látható, ahogy rohan az erdőn keresztül, hogy megtalálja és megállítsa szerelmét. A főnix ezt látva szomorúan, de folytatja útját.

## Gyártás
A Runaway-t Prágában, Csehországban forgatták négy nap alatt 2010 nyarán. A forgatókönyvet Hype Williams írta, míg a történetet West. Vanessa Beecroft volt a művészeti igazgató és Jonathan Lia a producer. Virgil Abloh, Alexandre Moors és Jason Last voltak a kreatív tanácsadók. Yemi A.D. szervezte a koreográfia balett elemeit a Runaway dal alatt. West úgy írta le a filmet, mint ami bemutatja, hogy "miről álmodik" és egy ellentéte a zenei karrierjének. Az MTV Newsnak azt nyilatkozta, hogy szerette volna, hogy a videóban valamilyen formában benne legyenek a fontos nők az életében, beleértve anyja és összes volt barátnője, akik érzelmekkel kapcsolódnának a videóban. Selita Ebanks szerint, aki a videó másik főszereplője, a film tanulsága, hogy "a világ nem fogad el, vagy megpróbálja megváltoztatni, ami más, ahelyett, hogy megértené."
Kyle Kibbe azt nyilatkozta, hogy Westnek nem volt kifejezett terve, hanem "Kanye nagy flexibilitást akart, abban az értelemben, hogy elmehessünk ezekre a helyszínekre és a nyitottak legyünk bármire, amit a kreatív impulzusok hoznak." A felvételhez használt kamera egy Arri Alexa volt.

## Megjelenés
A film előzetese a 2010-es MTV Video Music Awards díjátadó közben debütált és a teljes verzió október 5-én került bemutatásra Párizsban és október 6-án a BAFTA díjátadón, Londonban. Október 23-án debütált online a következő platformokon: Vevo, YouTube, MTV, MTV2, BET, VH1.com.

### Fogadtatás
A videóklipet méltatta Ken Tucker (Entertainment Weekly) és egy "óvatosan létrehozott művészfilm"-ként írta le, "amelyet egy küldetésen lévő ember készített", kiemelve a domináns színek és művészi képek használatát. Jozen Cummings (The Wall Street Journal) azt mondta róla, hogy "egy epikus videóklip egy bájos indie-house fricskával," illetve, hogy a legsikeresebb része, ahogy "West zenéjét életre kelti".
Nicole Jones (MTV Buzzworthy) megjegyezte, hogy a videóklip nagy részének semmi értelme és minimálisan függ csak össze, de azt írta, hogy valós jelentésének ellenére a klip "nagyon szép, a zene jó és emlékeztet minket miért csak egy Mr. West van." Clair Saddath (Time) minden idők egyik legjobb videójának nevezte.

## Díjak és jelölések
| Év   | Díjátadó                     | Kategória                         | Jelölt/Munka | Eredmény | For.   |
| ---- | ---------------------------- | --------------------------------- | ------------ | -------- | ------ |
| 2010 | Antville Music Video Awards  | Legjobb kinematográfia            | Runaway      | Jelölve  | [ 19 ] |
| 2011 | BET Awards                   | Az év videója                     | Runaway      | Jelölve  | [ 20 ] |
| 2011 | BET Awards                   | Az év rendezője                   | Kanye West   | Jelölve  | [ 20 ] |
| 2011 | MTV Video Music Awards Japan | Legjobb férfi videó               | Runaway      | Jelölve  | [ 21 ] |
| 2011 | MuchMusic Video Awards       | Legjobb nemzetközi videó – Előadó | Runaway      | Jelölve  | [ 22 ] |